# مجتبی کاشانی
مجتبی کاشانی (زاده ۱۴ شهریور ۱۳۲۷ مشهد – درگذشته ۲۳ آذر ۱۳۸۳ تهران) پس از اخذ دیپلم جهت ادامه تحصیل در رشته اقتصاد وارد دانشگاه شیراز شد؛ و در سال ۱۳۵۶ فوق لیسانس خود را از مرکز مطالعات مدیریت وابسته به دانشگاه هاروارد دریافت نمود و در سال‌های ۱۳۵۶و ۱۳۶۷و ۱۳۶۹، به ترتیب دوره‌های مدیریت صنعتی، مهندسی صنایع و کنترل کیفیت فراگیر را در ژاپن گذراند.
مجتبی کاشانی متخلص به سالک از جمله افرادی بود که برای بلوغ فرهنگ مدیریت در ایران تلاش فراوان کرد.

## بررسی آثار
مقالات و شعرهای مجتبی کاشانی  سرشار از حس انسان دوستی، عشق و امید است.
تاکنون هفت کتاب با نام‌های: از خواف تا ابیانه، باران عشق، به آیندگان، روزنه، پل، عشق بازی به همین آسانی ست، خویشتن را باور کن و دو کتاب در رابطه با مدیریت: از گاراژ تا کلینیک، نقش دل در مدیریت، از ایشان منتشر شده‌است.
مجتبی کاشانی در سال ۱۳۵۷ همکاری خود را با شورای شعر و موسیقی رادیو شروع کرد و سرودهایی مانند «بابا خون داد، دلیرانه، همشاگردی سلام، جانباز، مدرسه‌ها واشده،سنگر اسلام و…» برای رادیو ساخت.

## فعالیت فرهنگی
مجتبی کاشانی بنیان‌گذار «جامعه یاوری فرهنگی» است که هدف آن ایجاد مدارس و مراکز آموزشی و فرهنگی در مناطق محروم کشور است. این مؤسسه در زمان حیات ایشان بیش از ۲۰۰ مجتمع آموزشی ساخته است که در سال۱۳۹۵ تعداد این مجتمع‌ها به ۸۵۰ مورد رسید.
در قسمتی از وصیت‌نامه کاشانی آمده: «من کاری نتوانستم برای مردم انجام دهم، حاصل عمر من برای ملتم و کشورم ۲۰۰ مجتمع آموزشی است که با پول مردم و دوستانم در انجمن یاوری ساختم و شش کتاب شعر که برای مردم و به عشق آنها سروده‌ام و تعدادی کارخانه منظم و زیبا شده و هزاران کارگر و کارمند و متخصص صنعتی. امیدوارم از آنها پاسداری شود به هر حال به قول پاستور من از آنچه در توان داشتم انجام دادم و اینک در لحظه وداع از این نظر احساس شرمندگی نمی‌کنم و این را به خوبی در شعر «اهل به آینده» در کتاب روزنه‌گفته‌ام»

## فعالیتهای مدیریتی
مجتبی کاشانی پس از سال‌ها مطالعه دربارهٔ مدیریت ژاپنی و تطبیق آن با آموزه‌های ایرانی، نظریه ای را سامان داد که از آن به عنوان «نقش دل در مدیریت» یاد می‌کرد وبا همین نام نیز کتابی منتشر ساخت. او در نظریه‌اش تأکید می‌کند که انسان سه مرکز یا عامل برای انجام کار دارد. جسم او، دل او و مغز او هر سه، در به وجود آمدن نتیجهٔ کار نقش دارند و از فعالیت هریک فراورده‌ای حاصل می‌شود:
فراوردهٔ دل: انگیزه
فراوردهٔ مغز: اندیشه
فراوردهٔ جسم: کار عملیاتی و فیزیکی

## مرگ
مجتبی کاشانی در ۲۳ آذرماه ۱۳۸۳ در سن ۵۶ سالگی در تهران بر اثر بیماری سرطان چشم از جهان فروبست.

### نمونه‌ای از شعر
نازنین

داس بی دسته ما

سالها خوشه نارسته بذری را برمی‌چیند

که به دست پدران ما بر خاک نریخت

کودکان فردا

خرمن کشته امروز تو را می‌جویند

خواب و خاموشی امروز تو را

در حضور تاریخ

در نگاه فردا

هیچ‌کس بر تو نخواهد بخشید

باز هم منتظری؟

هیچ‌کس بر در این خانه نخواهد کوبید

و نمی‌گوید برخیز

که صبح است،

بهار آمده است

تو بهاری

آری

خویش را باور کن